# Campeonato de Tercera División 1950 (Argentina)
El Campeonato de Tercera División 1950, conocido como Tercera de Ascenso 1950, fue la quincuagésima primera temporada de la Tercera División y la decimoquinta edición de la era profesional, y la primera como cuarta categoría del fútbol argentino, por lo que se la considera como antecesora de la actual Primera D. 
A partir de una reforma aprobada en 1948, los equipos de la Segunda División pasaron a disputar la recreada Primera División B para luego relegar a un grupo de equipos que pasaron a integrar nuevamente la Segunda División, que pasó a ser conocida como Segunda de Ascenso o Primera Amateur, y ocupó la tercera categoría, desplazando al cuarto escalón a la Tercera División, que pasó a ser conocida como Tercera de Ascenso.

## Ascensos y descensos
| Pos. | Ascendidos de la Tercera División 1949 |
| ---- | -------------------------------------- |
| 1°   | San Telmo                              |

| Descendidos de la Primera División B 1949 |
| ----------------------------------------- |
| No hubo                                   |

## Equipos participantes
| Equipo                | Localidad     |
| --------------------- | ------------- |
| Acassuso              | San Isidro    |
| Brown                 | Adrogué       |
| Central Argentino     | San Martín    |
| Flandria              | Jáuregui      |
| Justo José de Urquiza | Loma Hermosa  |
| Juventud de Bernal    | Bernal        |
| Liniers               | Ciudadela     |
| Riestra               | Nueva Pompeya |

## Torneo Preparación
Previo al torneo oficial se jugó este breve torneo no oficial, participaron todos exceptuando a Deportivo Riestra y Juventud de Bernal. Se jugó a 1 rueda.

### Tabla de posiciones final
| Pos. | Equipo            | Pts. | PJ | PG | PE | PP | GF | GC | Dif. |
| ---- | ----------------- | ---- | -- | -- | -- | -- | -- | -- | ---- |
| 01.º | Flandria          | 9    | 5  | 4  | 1  | 0  | 11 | 6  | 5    |
| 02.º | Central Argentino | 6    | 5  | 2  | 2  | 1  | 12 | 11 | 1    |
| 03.º | Brown             | 5    | 5  | 1  | 3  | 1  | 10 | 6  | 4    |
| 04.º | J. J. Urquiza     | 5    | 5  | 2  | 1  | 2  | 15 | 12 | 3    |
| 05.º | Liniers           | 3    | 5  | 1  | 1  | 3  | 11 | 13 | −2   |
| 06.º | Acassuso          | 2    | 5  | 0  | 2  | 3  | 10 | 21 | −11  |

### Resultados
| Fecha 1           | Fecha 1   | Fecha 1       | Fecha 1    | Fecha 1    | Fecha 1 |
| Local             | Resultado | Visitante     | Estadio    | Fecha      |         |
| ----------------- | --------- | ------------- | ---------- | ---------- | ------- |
| Central Argentino | 0 - 2     | Flandria      | San Martín | 2 de abril |         |
| Liniers           | 2 - 3     | J. J. Urquiza | Ciudadela  | 2 de abril |         |
| Acassuso          | 0 - 6     | Brown         | San Isidro | 2 de abril |         |

| Fecha 2           | Fecha 2   | Fecha 2       | Fecha 2           | Fecha 2    | Fecha 2 |
| Local             | Resultado | Visitante     | Estadio           | Fecha      |         |
| ----------------- | --------- | ------------- | ----------------- | ---------- | ------- |
| Acassuso          | 1 - 2     | Flandria      | San Isidro        | 9 de abril |         |
| Brown             | 1 - 3     | Liniers       | Lorenzo Arandilla | 9 de abril |         |
| Central Argentino | 5 - 4     | J. J. Urquiza | San Martín        | 9 de abril |         |

| Fecha 3  | Fecha 3   | Fecha 3           | Fecha 3           | Fecha 3     | Fecha 3 |
| Local    | Resultado | Visitante         | Estadio           | Fecha       |         |
| -------- | --------- | ----------------- | ----------------- | ----------- | ------- |
| Acassuso | 3 - 3     | Liniers           | San Isidro        | 16 de abril |         |
| Brown    | 1 - 1     | Central Argentino | Lorenzo Arandilla | 16 de abril |         |
| Flandria | 2 - 1     | J. J. Urquiza     | Jáuregui          | 16 de abril |         |

| Fecha 4           | Fecha 4   | Fecha 4       | Fecha 4           | Fecha 4     | Fecha 4 |
| Local             | Resultado | Visitante     | Estadio           | Fecha       |         |
| ----------------- | --------- | ------------- | ----------------- | ----------- | ------- |
| Acassuso          | 2 - 6     | J. J. Urquiza | San Isidro        | 30 de abril |         |
| Brown             | 1 - 1     | Flandria      | Lorenzo Arandilla | 30 de abril |         |
| Central Argentino | 2 - 0     | Liniers       | San Martín        | 30 de abril |         |

| Fecha 5  | Fecha 5   | Fecha 5           | Fecha 5           | Fecha 5   | Fecha 5 |
| Local    | Resultado | Visitante         | Estadio           | Fecha     |         |
| -------- | --------- | ----------------- | ----------------- | --------- | ------- |
| Acassuso | 4 - 4     | Central Argentino | San Isidro        | 7 de mayo |         |
| Brown    | 1 - 1     | J. J. Urquiza     | Lorenzo Arandilla | 7 de mayo |         |
| Flandria | 4 - 3     | Liniers           | Jaúregui          | 7 de mayo |         |

## Tabla de posiciones final
| Pos. | Equipo             | Pts. | PJ | PG | PE | PP | GF | GC | Dif. |
| ---- | ------------------ | ---- | -- | -- | -- | -- | -- | -- | ---- |
| 01.º | Liniers            | 21   | 14 | 10 | 1  | 3  | 34 | 20 | 14   |
| 02.º | Acassuso           | 20   | 14 | 9  | 2  | 3  | 35 | 18 | 17   |
| 03.º | Brown              | 20   | 14 | 10 | 0  | 4  | 34 | 22 | 12   |
| 04.º | J. J. Urquiza      | 18   | 14 | 7  | 4  | 3  | 47 | 26 | 21   |
| 05.º | Flandria           | 13   | 14 | 6  | 1  | 7  | 26 | 39 | −13  |
| 06.º | Juventud de Bernal | 9    | 14 | 3  | 3  | 8  | 31 | 34 | −3   |
| 07.º | Riestra            | 8    | 14 | 3  | 1  | 10 | 21 | 32 | −11  |
| 08.º | Central Argentino  | 2    | 14 | 0  | 2  | 12 | 16 | 53 | −37  |

|  | Campeón.                                   |
|  | Jugaron un desempate por el subcampeonato. |

| 1. |

## Resultados
| Fecha 1           | Fecha 1   | Fecha 1            | Fecha 1           | Fecha 1     | Fecha 1 |
| Local             | Resultado | Visitante          | Lugar             | Fecha       |         |
| ----------------- | --------- | ------------------ | ----------------- | ----------- | ------- |
| Flandria          | 2 - 1     | Deportivo Riestra  | Jáuregui          | 11 de junio |         |
| Brown             | 4 - 2     | J. J. Urquiza      | Lorenzo Arandilla | 11 de junio |         |
| Central Argentino | 2 - 2     | Juventud de Bernal | San Martín        | 11 de junio |         |
| Liniers           | 3 - 0     | Acassuso           | Ciudadela         | 11 de junio |         |

| Fecha 2            | Fecha 2   | Fecha 2           | Fecha 2    | Fecha 2     | Fecha 2 |
| Local              | Resultado | Visitante         | Ciudad     | Fecha       |         |
| ------------------ | --------- | ----------------- | ---------- | ----------- | ------- |
| Liniers            | 3 - 2     | Flandria          | Ciudadela  | 18 de junio |         |
| Acassuso           | 3 - 2     | Central Argentino | San Isidro | 18 de junio |         |
| Juventud de Bernal | 1 - 2     | Brown             | Bernal     | 18 de junio |         |
| J. J. Urquiza      | 1 - 1     | Deportivo Riestra | Caseros    | 18 de junio |         |

| Fecha 3           | Fecha 3   | Fecha 3            | Fecha 3           | Fecha 3     | Fecha 3 |
| Local             | Resultado | Visitante          | Lugar             | Fecha       |         |
| ----------------- | --------- | ------------------ | ----------------- | ----------- | ------- |
| Deportivo Riestra | 3 - 0     | Juventud de Bernal | Villa Soldati     | 25 de junio |         |
| Brown             | 2 - 1     | Acassuso           | Lorenzo Arandilla | 25 de junio |         |
| Central Argentino | 3 - 3     | Liniers            | San Martín        | 25 de junio |         |
| Flandria          | 3 - 3     | J. J. Urquiza      | Jáuregui          | 25 de junio |         |

| Fecha 4            | Fecha 4   | Fecha 4           | Fecha 4    | Fecha 4    | Fecha 4 |
| Local              | Resultado | Visitante         | Lugar      | Fecha      |         |
| ------------------ | --------- | ----------------- | ---------- | ---------- | ------- |
| Central Argentino  | 0 - 2     | Flandria          | San Martín | 2 de julio |         |
| Liniers            | 3 - 2     | Brown             | Ciudadela  | 2 de julio |         |
| Acassuso           | 1 - 0     | Deportivo Riestra | San Isidro | 2 de julio |         |
| Juventud de Bernal | 4 - 4     | J. J. Urquiza     | Bernal     | 2 de julio |         |

| Fecha 5           | Fecha 5   | Fecha 5            | Fecha 5           | Fecha 5     | Fecha 5 |
| Local             | Resultado | Visitante          | Lugar             | Fecha       |         |
| ----------------- | --------- | ------------------ | ----------------- | ----------- | ------- |
| Flandria          | 3 - 2     | Juventud de Bernal | Jáuregui          | 16 de julio |         |
| J. J. Urquiza     | 3 - 3     | Acassuso           | Caseros           | 16 de julio |         |
| Deportivo Riestra | 0 - 2     | Liniers            | Villa Soldati     | 16 de julio |         |
| Brown             | 1 - 0     | Central Argentino  | Lorenzo Arandilla | 16 de julio |         |

| Fecha 6           | Fecha 6   | Fecha 6            | Fecha 6           | Fecha 6     | Fecha 6 |
| Local             | Resultado | Visitante          | Lugar             | Fecha       |         |
| ----------------- | --------- | ------------------ | ----------------- | ----------- | ------- |
| Brown             | 2 - 3     | Flandria           | Lorenzo Arandilla | 23 de julio |         |
| Central Argentino | 3 - 2     | Deportivo Riestra  | San Martín        | 23 de julio |         |
| Liniers           | 3 - 2     | J. J. Urquiza      | Ciudadela         | 23 de julio |         |
| Acassuso          | 2 - 2     | Juventud de Bernal | San Isidro        | 23 de julio |         |

| Fecha 7            | Fecha 7   | Fecha 7           | Fecha 7       | Fecha 7     | Fecha 7 |
| Local              | Resultado | Visitante         | Lugar         | Fecha       |         |
| ------------------ | --------- | ----------------- | ------------- | ----------- | ------- |
| Flandria           | 0 - 3     | Acassuso          | Jáuregui      | 30 de julio |         |
| Juventud de Bernal | 2 - 1     | Liniers           | Bernal        | 30 de julio |         |
| J. J. Urquiza      | 1 - 0     | Central Argentino | Caseros       | 30 de julio |         |
| Deportivo Riestra  | 2 - 4     | Brown             | Villa Soldati | 30 de julio |         |

| Fecha 8            | Fecha 8   | Fecha 8           | Fecha 8       | Fecha 8     | Fecha 8 |
| Local              | Resultado | Visitante         | Lugar         | Fecha       |         |
| ------------------ | --------- | ----------------- | ------------- | ----------- | ------- |
| Deportivo Riestra  | 2 - 1     | Flandria          | Villa Soldati | 6 de agosto |         |
| J. J. Urquiza      | 4 - 2     | Brown             | Caseros       | 6 de agosto |         |
| Juventud de Bernal | 8 - 0     | Central Argentino | Bernal        | 6 de agosto |         |
| Acassuso           | 3 - 1     | Liniers           | San Isidro    | 6 de agosto |         |

| Fecha 9           | Fecha 9   | Fecha 9            | Fecha 9           | Fecha 9      | Fecha 9 |
| Local             | Resultado | Visitante          | Lugar             | Fecha        |         |
| ----------------- | --------- | ------------------ | ----------------- | ------------ | ------- |
| Flandria          | 1 - 3     | Liniers            | Jáuregui          | 13 de agosto |         |
| Central Argentino | 0 - 7     | Acassuso           | San Isidro        | 13 de agosto |         |
| Brown             | 2 - 1     | Juventud de Bernal | Lorenzo Arandilla | 13 de agosto |         |
| Deportivo Riestra | 0 - 4     | J. J. Urquiza      | Villa Soldati     | 13 de agosto |         |

| Fecha 10           | Fecha 10  | Fecha 10          | Fecha 10      | Fecha 10     | Fecha 10 |
| Local              | Resultado | Visitante         | Lugar         | Fecha        |          |
| ------------------ | --------- | ----------------- | ------------- | ------------ | -------- |
| Juventud de Bernal | 4 - 1     | Deportivo Riestra | Villa Soldati | 27 de agosto |          |
| Acassuso           | 1 - 0     | Brown de Adrogué  | San Isidro    | 27 de agosto |          |
| Liniers            | 4 - 0     | Central Argentino | Ciudadela     | 27 de agosto |          |
| J. J. Urquiza      | 5 - 0     | Flandria          | Caseros       | 27 de agosto |          |

| Fecha 11          | Fecha 11  | Fecha 11           | Fecha 11          | Fecha 11        | Fecha 11 |
| Local             | Resultado | Visitante          | Lugar             | Fecha           |          |
| ----------------- | --------- | ------------------ | ----------------- | --------------- | -------- |
| Flandria          | 3 - 2     | Central Argentino  | Jáuregui          | 3 de septiembre |          |
| Brown             | 2 - 1     | Liniers            | Lorenzo Arandilla | 3 de septiembre |          |
| Deportivo Riestra | 1 - 2     | Acassuso           | Villa Soldati     | 3 de septiembre |          |
| J. J. Urquiza     | 6 - 3     | Juventud de Bernal | Caseros           | 3 de septiembre |          |

| Fecha 12           | Fecha 12  | Fecha 12          | Fecha 12   | Fecha 12    | Fecha 12 |
| Local              | Resultado | Visitante         | Lugar      | Fecha       |          |
| ------------------ | --------- | ----------------- | ---------- | ----------- | -------- |
| Juventud de Bernal | 1 - 2     | Flandria          | Bernal     | 16 de julio |          |
| Acassuso           | 0 - 3     | J. J. Urquiza     | San Isidro | 16 de julio |          |
| Liniers            | 2 - 1     | Deportivo Riestra | Ciudadela  | 16 de julio |          |
| Central Argentino  | 0 - 2     | Brown             | San Martín | 16 de julio |          |

| Fecha 13           | Fecha 13  | Fecha 13          | Fecha 13      | Fecha 13         | Fecha 13 |
| Local              | Resultado | Visitante         | Lugar         | Fecha            |          |
| ------------------ | --------- | ----------------- | ------------- | ---------------- | -------- |
| Flandria           | 3 - 6     | Brown             | Jáuregui      | 17 de septiembre |          |
| Deportivo Riestra  | 7 - 3     | Central Argentino | Villa Soldati | 17 de septiembre |          |
| J. J. Urquiza      | 1 - 2     | Liniers           | Caseros       | 17 de septiembre |          |
| Juventud de Bernal | 0 - 3     | Acassuso          | Bernal        | 17 de septiembre |          |

| Fecha 14          | Fecha 14  | Fecha 14           | Fecha 14          | Fecha 14         | Fecha 14 |
| Local             | Resultado | Visitante          | Lugar             | Fecha            |          |
| ----------------- | --------- | ------------------ | ----------------- | ---------------- | -------- |
| Acassuso          | 6 - 1     | Flandria           | San Isidro        | 24 de septiembre |          |
| Liniers           | 3 - 1     | Juventud de Bernal | Ciudadela         | 24 de septiembre |          |
| Central Argentino | 1 - 8     | J. J. Urquiza      | San Martín        | 24 de septiembre |          |
| Brown             | 3 - 0     | Deportivo Riestra  | Lorenzo Arandilla | 24 de septiembre |          |

## Desempate por el segundo puesto
| Local                         | Resultado | Visitante | Ciudad            | Fecha         |
| ----------------------------- | --------- | --------- | ----------------- | ------------- |
| Acassuso                      | 0 - 1     | Brown     | San Isidro        | 15 de octubre |
| Brown                         | 5 - 4     | Acassuso  | Lorenzo Arandilla | 22 de octubre |
| Brown se consagró subcampeón. |           |           |                   |               |

## Reestructuración
Para la siguiente temporada, los 7 equipos que no obtuvieron el ascenso fueron promovidos a la Segunda División. Por lo que en la temporada de 1951 no se disputó la Tercera División.